# Prîvilne, Krasnoperekopsk
Prîvilne (în ucraineană Привільне) este un sat în comuna Novopavlivka din raionul Krasnoperekopsk, Republica Autonomă Crimeea, Ucraina.

## Demografie
Componența lingvistică a localității Prîvilne
     Rusă (47,03%)
     Ucraineană (31,97%)
     Tătară crimeeană (19,33%)
     Alte limbi (0,56%)
Conform recensământului din 2001, nu exista o limbă vorbită de majoritatea populației, aceasta fiind compusă din vorbitori de rusă (47,03%), ucraineană (31,97%) și tătară crimeeană (19,33%).